# Combate de Lomaruguá
O combate de Lomaruguá foi o penúltimo combate da Guerra do Paraguai, travado no dia 11 de janeiro de 1870, ao norte do rio Jejuí. Na ocasião, forças brasileiras sob o comando do general José Antônio Correia da Câmara investiram contra tropas do coronel paraguaio Inácio Genes que acumulou diversas baixas, além de 154 prisioneiros, incluindo o coronel, e a perda de numeroso armamento. Relata-se que após o combate, o restante das forças de Solano López se internaram cada vez mais ao interior do nordeste paraguaio, tornando-se difícil a localização destes. Nos dias restantes de janeiro e todo o mês de fevereiro não se registraram confrontos entre as duas forças, até o dia 1 de março quando ocorreu a Batalha de Cerro Corá, que pôs fim a guerra.